# الهلال الخصيب
الهلال الخصيب مصطلح جغرافي أطلقه عالم الآثار الأمريكي جيمس هنري برستد على حوض نهري دجلة والفرات، والجزء الساحلي من بلاد الشام. هذه المنطقة كانت شاهدة لحضارات عالمية، وأهمها العصر الحجري الحديث والعصر البرونزي حتى ابتداء الممالك والمدن في جنوب الرافدين وشمال جزيرة الفرات العراقية وغرب الشام.
يستخدم هذا المصطلح عادة في الدراسات الأثرية، إلا أن له استخدام سياسي أيضاً، حيث استخدمه أنطوان سعادة منطلقاً من التداخل الثقافي في هذه المنطقة الجغرافية عبر التاريخ، ليبرهن على وجود «أمة» واحدة تجمع سكان هذه البيئة الجغرافية، وأسس لذلك الحزب السوري القومي الاجتماعي، ونادى بوحدة الهلال الخصيب تحت اسم سوريا الكبرى.
أطلق على هذه المنطقة هذه التسمية تميزًا لها كمنطقة «سامية اللغة» عن منطقة شبه الجزيرة الكبرى شرق البحر الأحمر «سامية اللغة» أيضًا؛ ولكونها منطقة غنية بالمياه وتمتاز تربتها بالخصوبة التي تسمح بالزراعة فيها بسهولة، مما سهل الزراعة فيها ابتداءً من الزراعة البعلية. وفي التراث الديني للمنطقة يقال أيضا إن النبي نوح كان لديه ثلاثة أبناء: سام وحام ويافث، أعطى نوح هذه المنطقة لابنه سام فلذلك سميّت «سامية». كما حصلت فيها أحداث بشرية مهمة كتطوّر فكرة الآلهة السماوية، بدلاً من عبادة ظواهر الطبيعة. ويستخدم تعبير الهلال الخصيب أيضًا للتعبير عن مناطق بداية الحضارات البشرية. المصطلح يعرّف الآن مناطق بلاد الشام وبلاد ما بين النهرين حصراً العراق وسوريا القديمة، في مجال الدراسات الحديثة.

## حضارات من الهلال الخصيب
- السومرية
- الأكادية
- البابلية
- الآشورية
- الميدية
- الميتانية

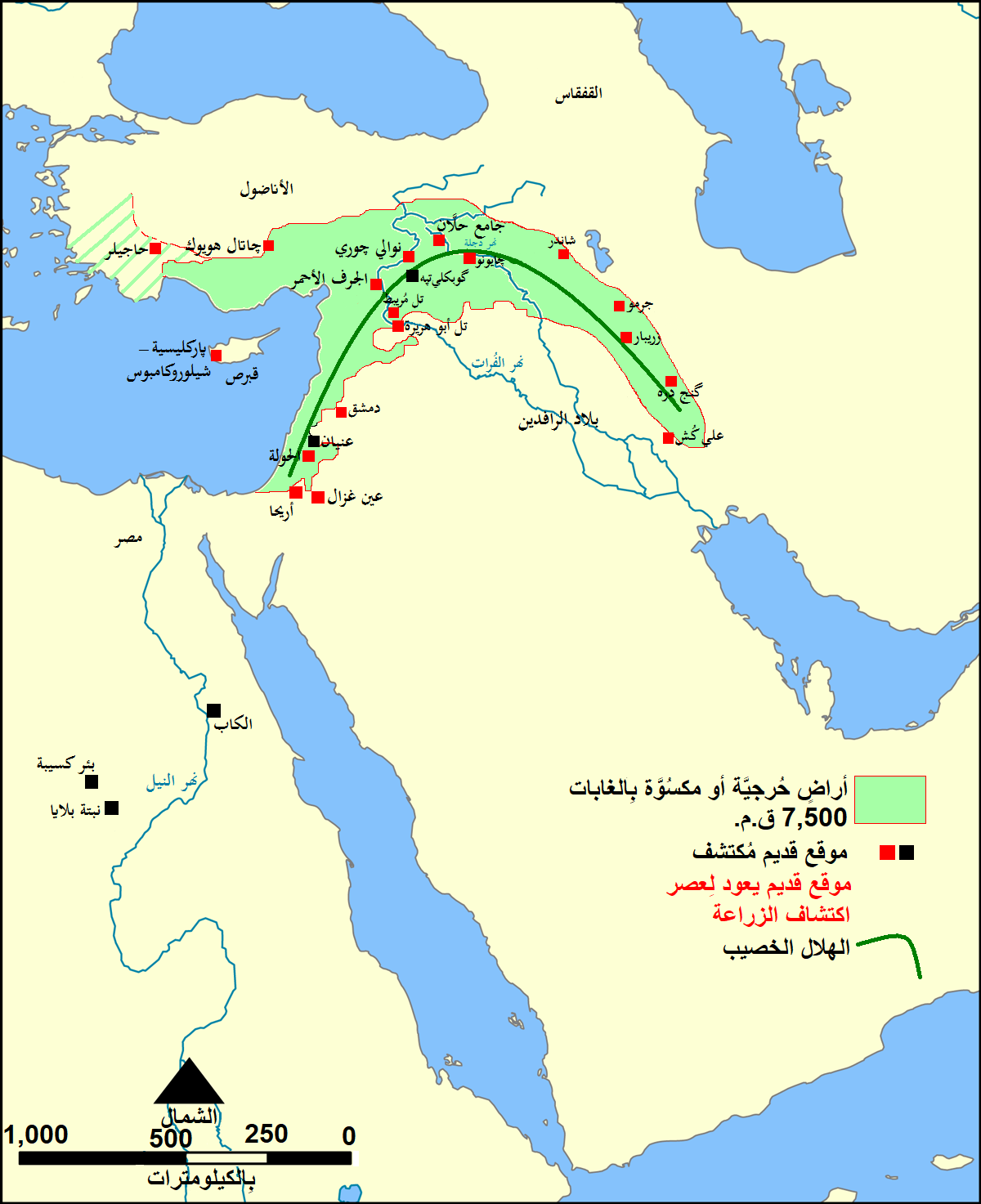
الهلال الخصيب سنة 7500 قبل الميلاد. الخريطة تبين موقع قريتي شايونو وكوبيكلي تبه

- الكنعانية - الفينيقية-العمونية-الأدومية-المؤابية
- الآرامية - الكلدانية-النبطية

## حضارات في الهلال الخصيب
- الحضارة الإسلامية العربية
- السلوقية
- الإمبراطورية الرومانية
- الإمبراطورية البيزنطية
- الحضارة الآشورية
- الحضارة البابلية
- الحضارة الكنعانية والفينيقية
- الحضارة السومرية
- الحضارة الكلدانية
- الحضارة العيلامية
- الحضارة الفلستية
- الحضارة الغسانية
- الحضارة النبطية
- الحضارة العمونية

وتداخلت هذه الحضارات مع محيطها الحضاري في الأناضول واليونان وشبه الجزيرة العربية ومصر.

## الهلال الخصيب في العصر الحديث

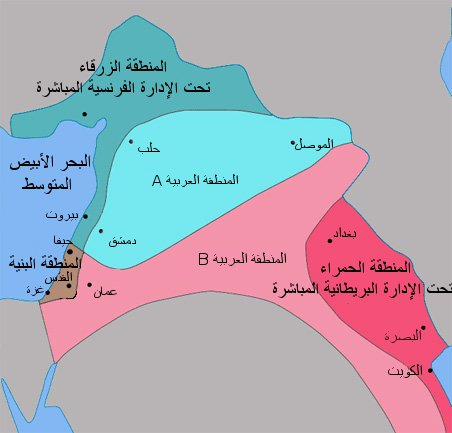
التقسيمات الإدارية حسب اتفاقية سايكس بيكو

يغطي الهلال الخصيب المفترض حاليًا الدول التي شكلتها اتفاقية سايكس بيكو وهي:
- جمهورية العراق
- الجمهورية العربية السورية
- المملكة الأردنية الهاشمية
- دولة فلسطين
- الجمهورية اللبنانية

### التقسيم السياسي للمنطقة
| الدولة مع العلم | المساحة (كم²) | تعداد السكان | الكثافة السكانية (في كم²) | المركز / العاصمة | الناتج المحلي الإجمالي (المجموع) | نصيب الفرد | العملة             | الحكومة                    | اللغة الرسمية    |
| --- | ------------- | ------------ | ------------------------- | ---------------- | -------------------------------- | ---------- | ------------------ | -------------------------- | ---------------- |
| سوريا |               |              |                           |                  |                                  |            |                    |                            |                  |
| | 185,180       | 22,000,000   | 118.3                     | دمشق             | $107.831 مليار (2012)            | $5,100     | ليرة               | جمهورية رئاسية             | العربية          |
| العراق |               |              |                           |                  |                                  |            |                    |                            |                  |
| | 438,317       | 36,000,000   | 82.7                      | بغداد            | $510.916 مليار (2015)            | $13,817    | دينار              | جمهورية رئاسية             | العربية، الكردية |
| فلسطين التاريخية |               |              |                           | القدس            |                                  |            |                    |                            |                  |
| الضفة الغربية | 5,870         | 2,690,000    | 432                       | رام الله         |                                  |            | دينار أردني، شيكل  | السلطة الفلسطينية          | العربية          |
| قطاع غزة | 360           | 1,657,155    | 3,823                     | غزة              | $770 مليون (2009)                | $3,100     | دينار أردني، شيكل  | السلطة الفلسطينية          | العربية          |
| الأراضي المحتلة عام 1948 | 20,770        | 1,750,000    | 290                       | تل أبيب          | $248.719 مليار (2012)            | $32,312    | شيكل إسرائيلي جديد | نيابي ديموقراطي            | العبرية، العربية |
| الأردن |               |              |                           |                  |                                  |            |                    |                            |                  |
| | 89,342        | 6,600,000    | 70.4                      | عمّان             | $36.893 مليار (2011)             | $5,899     | دينار              | ملكية دستورية              | العربية          |
| لبنان |               |              |                           |                  |                                  |            |                    |                            |                  |
| | 10,452        | 5,250,000    | 404                       | بيروت            | $61.444 مليار (2012)             | $15,522    | ليرة               | جمهورية برلمانية ديمقراطية | العربية          |
| المجموع |               |              |                           |                  |                                  |            |                    |                            |                  |
| | 750.291       | 76.000.000   |                           |                  |                                  |            |                    |                            |                  |
| المصدر: - صندوق النقد الدولي، April 24, 2009, PPP GDP 2008 - البنك الدولي، July 1, 2009, PPP GDP 2008 ملاحظات: 2 المعلومات الخاصة بفلسطين تشمل الضفة الغربية قبل حدود 1967 ولا تشمل تعداد المستوطنات الإسرائيلية. 3 هناك حوالي 400,000 مستوطن إسرائيلي في القدس الشرقية والضفة الغربية. |               |              |                           |                  |                                  |            |                    |                            |                  |

| مناطق محل خلاف  |                                           |
| لواء الإسكندرون | جزء من تركيا الآن.                        |
| الجولان         | أراض سورية تحتلها إسرائيل.                |
| القدس           | عليها نزاع بين الفلسطينيين والإسرائيليين. |
| مزارع شبعا      | أراض لبنانية/سورية تحتلها إسرائيل.        |